# Андоррско-испанские отношения
Андоррско-испанские отношения — двусторонние дипломатические отношения между Андоррой и Испанией. Протяжённость государственной границы между странами составляет 63 км.

## История
В 1278 году подписан Акт-Пареаж между графом Фуа и епископом Урхельским, по которому они разделяли между собой власть в долине. Во время Первой французской республики, после отказа Франции от соправительства, епископ Урхеля считался единственным правителем Андорры. В 1993 году Андорра приняла свою конституцию и была принята в ООН. Андорра, Испания и Франция подписали трёхсторонний договор о добрососедстве, дружбе и сотрудничестве.
Андорра не имеет собственных вооружённых сил, оборона княжества в случае необходимости будет осуществляться силами Испании и Франции. В настоящий момент князьями-соправителями Андорры являются епископ Урхеля Жоан Энрик Вивес-и-Сисилья и президент Франции Эмманюэль Макрон.